# کلیسای دانشگاهی مریم باکره
کلیسای دانشگاهی مریم باکره (انگلیسی: University Church of St Mary the Virgin)کلیسایی دانشگاهی واقع در آکسفورد است. این کلیسا ایوان عجیبی به سبک باروک دارد که توسط نیکلاس استون طراحی شده‌است و علاوه بر آن دارای گلدسته ای است که ادعا شده زیباترین در انگلستان است. این برج قرن سیزدهمی با پرداخت هزینه به روی عموم باز است و مناظر خوبی از قلب شهر تاریخی دانشگاهی، به ویژه میدان رادکلیف، دوربین رادکلیف، کالج برازنوس، آکسفورد و آل سولز ارائه می‌کند.

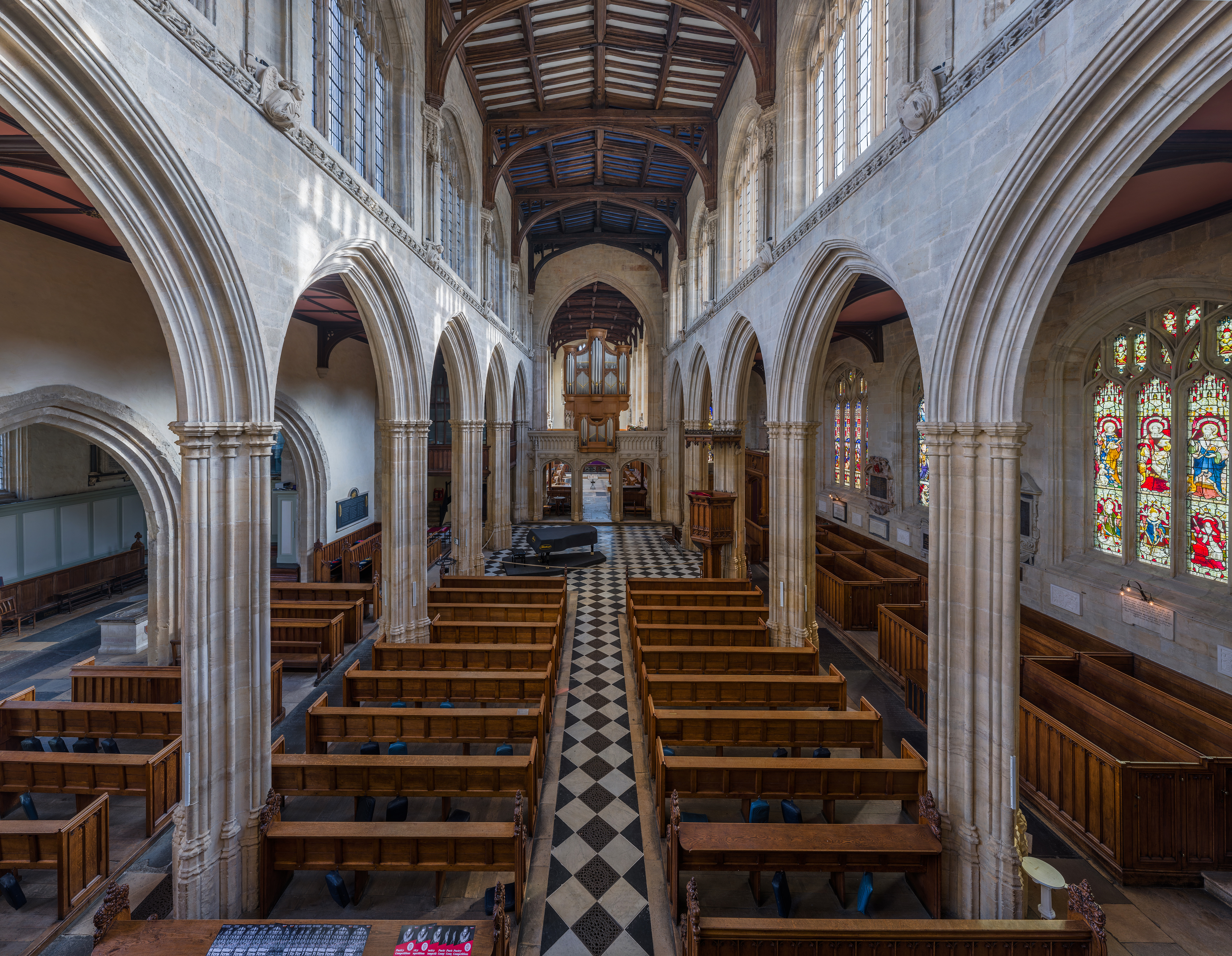
شبستان از سردر که به سمت غرب است.

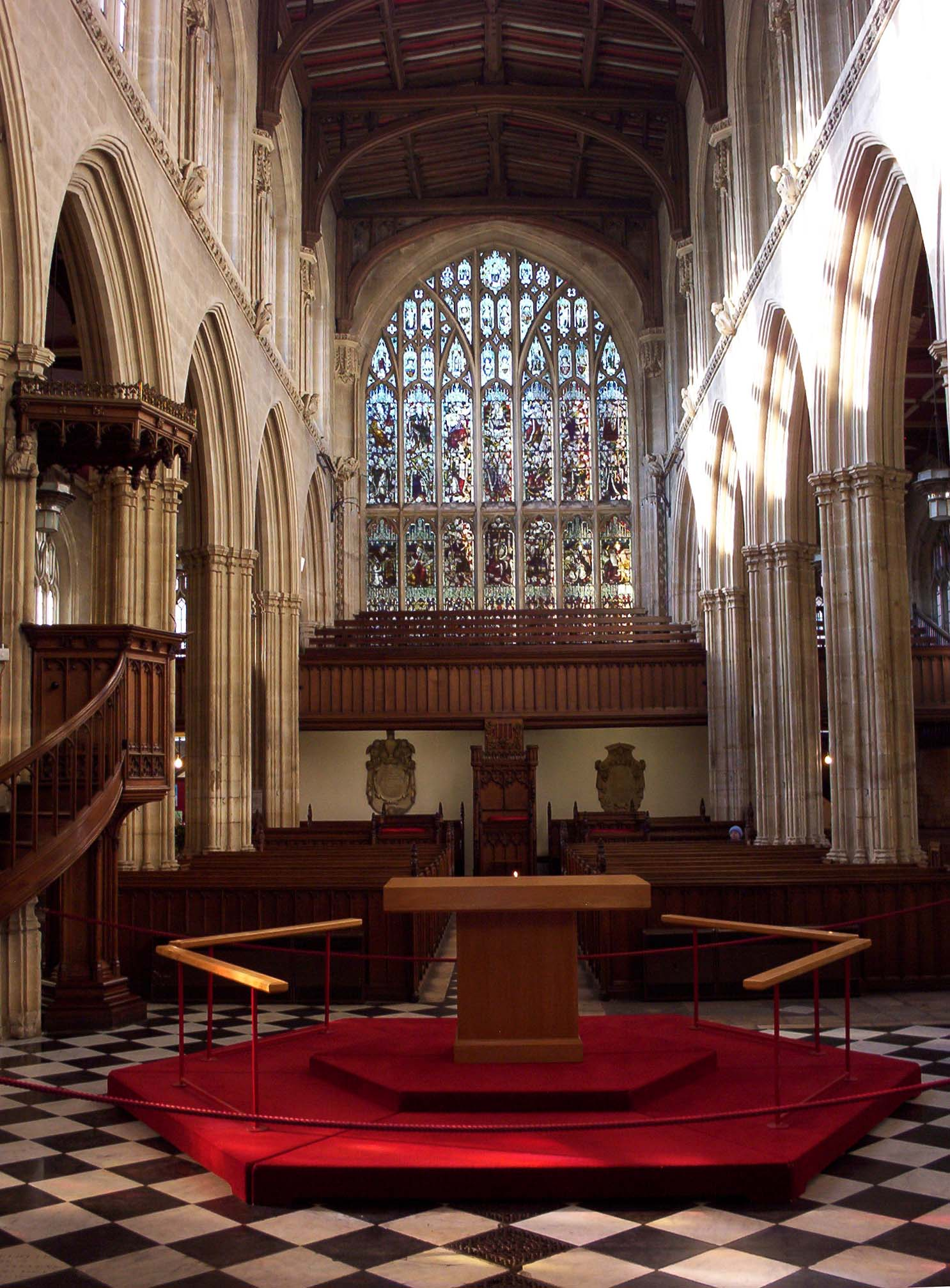
شبستان در جهت شرقی

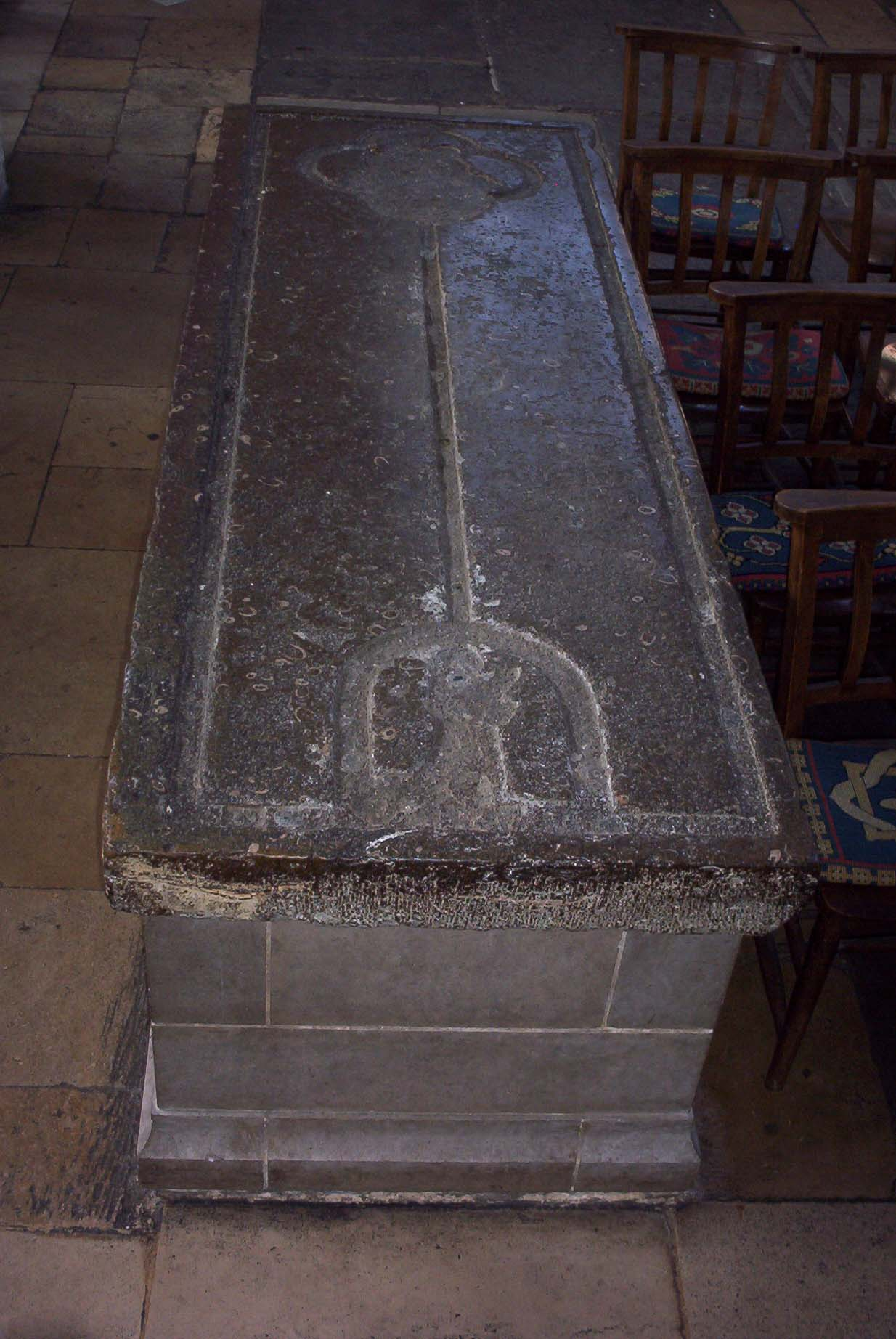
مقبره آدام دو بروم، تخته سنگی قرن چهاردهمی بر روی یک صندوق مدرن قرار گرفته‌است.

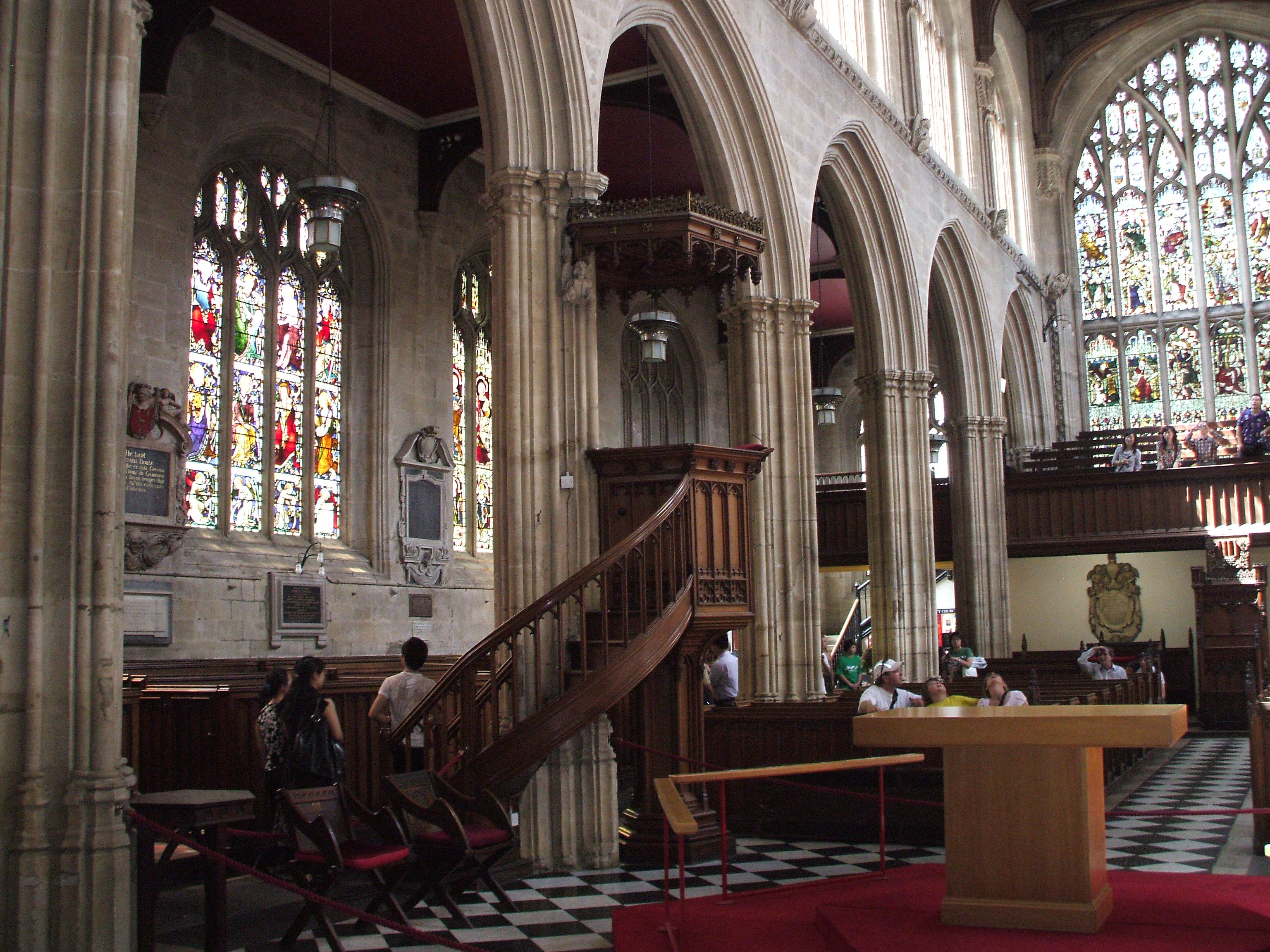
منبر سایبان دار کلیسا.